# Celestino Ferrario
Celestino Ferrario (Monza, 15 novembre 1888 – 3 gennaio 1959) è stato un politico italiano.

## Biografia
Divenne presidente del Comitato di Liberazione Nazionale a Lecco dal novembre 1944 a seguito dell'arresto del precedente presidente Don Giovanni Ticozzi.
Eletto all'Assemblea Costituente nelle file della Democrazia Cristiana, venne confermato nella I e II legislatura, dove subentrò a Fulvio Fabbri, deceduto nel 1954.